# Dorippe frascone
Dorippe frascone is een krabbensoort uit de familie van de Dorippidae. De wetenschappelijke naam van de soort is voor het eerst geldig gepubliceerd in 1785 door Herbst.